# انتر برس سيرفس
إنتر برس سيرفس ( IPS ) هي وكالة أنباء عالمية يقع مقرها الرئيسي في روما، إيطاليا. تركز بشكل أساسي على الأخبار والتحليلات حول الموضوعات الاجتماعية والسياسية والمدنية والاقتصادية المتعلقة بالجنوب العالمي والمجتمع المدني والعولمة.

## التاريخ
تأسست IPS في عام 1964 باعتبارها تعاونية صحفية دولية غير ربحية. أسسها كل من الصحفي الإيطالي روبرتو سافيو والمتخصص في العلوم السياسية الأرجنتيني بابلو بياتشينتيني. في البداية، كان الهدف الأساسي هو سد الفجوة المعلوماتية بين أوروبا وأمريكا اللاتينية بعد الاضطرابات السياسية التي أعقبت الثورة الكوبية عام 1959.
وفي وقت لاحق، توسعت الشبكة لتشمل جميع القارات، بدءًا من قاعدتها في أمريكا اللاتينية في كوستاريكا في عام 1982.
في عام 1994، غيّرت IPS وضعها القانوني إلى "منظمة ذات منفعة عامة للتعاون الإنمائي".
في عام 1996، كان لدى IPS مكاتب دائمة ومراسلين في 41 دولة، وغطى نشاطها 108 دولة. وشمل مشتركوها أكثر من 600 وسيلة إعلام مطبوعة، ونحو 80 وكالة أنباء وخدمات قواعد بيانات، و65 وسيلة إعلامية إذاعية وتلفزيونية، بالإضافة إلى أكثر من 500 منظمة غير حكومية ومؤسسات أخرى. 

## النهج
وتتمثل الأهداف المعلنة لـ IPS في تقديم أصوات الأشخاص والمجموعات المهمشة والضعيفة، وتقديم التقارير من وجهات نظر البلدان النامية، وتعكس وجهات نظر المجتمع المدني. ويعد دمج النوع الاجتماعي في إعداد التقارير وتقييم آثار العولمة من الأولويات.
قد تكون IPS فريدة من نوعها في تركيزها على البلدان النامية وعلاقاتها القوية مع المجتمع المدني. ولهذا السبب، وصف البعض وكالة الأنباء الدولية بأنها "الأكبر والأكثر مصداقية بين جميع البدائل في عالم وكالات الأنباء".  كما يعتبرها البعض "أول وكالة أنباء مستقلة ومهنية تقدم معلومات يومية مع التركيز على العالم الثالث ووجهة نظره".  
تم تسجيل IPS كجمعية دولية غير ربحية. تتمتع المنظمة بوضع استشاري عام كمنظمة غير حكومية لدى المجلس الاقتصادي والاجتماعي التابع الأمم المتحدة، ووضع " منظمة دولية مؤهلة للحصول على المساعدات الإنمائية الرسمية " لدى منظمة التعاون الاقتصادي والتنمية.

## الوضع القانوني
تم تسجيل IPS كجمعية دولية غير ربحية. تتمتع المنظمة بوضع استشاري عام كمنظمة غير حكومية لدى المجلس الاقتصادي والاجتماعي التابع للأمم المتحدة، ووضع " منظمة دولية مؤهلة للحصول على المساعدات الإنمائية الرسمية " لدى منظمة التعاون الاقتصادي والتنمية.

## الهيكل التنظيمي
ويتولى تنسيق المشروع خمسة مكاتب تحريرية: مونتيفيديو (المكتب الإقليمي لأميركا اللاتينية)؛ برلين - لندن (لأوروبا ومنطقة البحر الأبيض المتوسط)؛ بانكوك (لآسيا والمحيط الهادئ)؛ مدينة نيويورك (أميركا الشمالية ومنطقة البحر الكاريبي)؛ وجوهانسبرغ (أفريقيا). معظم الصحفيين والمحررين في IPS هم من مواطني البلد أو المنطقة التي يعملون فيها.
تحصل IPS على التمويل من مصادر مختلفة: من خلال المشتركين والعملاء، ومن برامج التعاون الإنمائي المتعددة الأطراف والوطنية، وتمويل المشاريع من المؤسسات. وهي لا تتلقى تمويلها، كما هو حال معظم الوكالات الأخرى، من بلد أو مجموعة صحفية. تعتبر ميزانية الوكالة صغيرة نسبيًا بالنسبة لـ "سادس أكبر منظمة دولية لجمع الأخبار".

## الدور
دور IPS هو توفير بديل لخدمات القطع التي قد تكون غير موجودة أو باهظة الثمن في بعض الأحيان.
وتوصلت دراسة أجرتها منظمة الأغذية والزراعة التابعة للأمم المتحدة في عام 1991 إلى أنه من بين ما يقرب من 3000 مقالة قصيرة تحمل أسماء وكالات أنباء، فإن 13% منها تنسب إلى وكالة الأنباء الدولية، مما يجعلها ثالث أكثر الوكالات استشهاداً. تم جمع تقارير معهد الدراسات الاستقصائية من 138 مطبوعة في 39 دولة، وهو عدد أكبر من البلدان مقارنة بأي وكالة أخرى. كانت وكالة الأنباء الدولية قوية بشكل خاص في أمريكا اللاتينية؛ حيث جاءت 72% من المقاطع الإخبارية من أمريكا اللاتينية التي تحمل مقالات وكالات الأنباء من وكالة الأنباء الدولية.

## المساهمون البارزون
- جيم لوب
- أمة فيتزروي[13]
- محمد عمر
- جاريث بورتر
- دون غاسانجوا

## ملحوظات
1. ↑  "موك راك". اطلع عليه بتاريخ 2020-11-12.
2. ↑  "IPS – Inter Press Service News Agency » Our history" (بالإنجليزية الأمريكية). Archived from the original on 2018-01-15. Retrieved 2019-09-19.
3. ↑  Giffard in Salwen & Garrison 2013
4. ↑  Oeffner, Annalena. The role of the Inter Press Service in the international mediascape: The case of IPS reporting on the 2005 World Social Forum (بالإنجليزية). diplom.de. ISBN:9783832491802.
5. ↑  "IPS – Inter Press Service News Agency » Our history" (بالإنجليزية الأمريكية). Archived from the original on 2018-01-15. Retrieved 2019-09-19."IPS – Inter Press Service News Agency » Our history". Archived from the original on 2018-01-15.Retrieved 2019-09-19.
6. ↑  Giffard 1998.
7. ↑  Boyd-Barrett & Rantanen 1998، صفحات 174–175.
8. ↑  Boyd-Barrett & Thussu 1992، صفحة 94.
9. ↑  Giffard 1998، صفحة 191.
10. ↑  Fenby 1986.
11. ↑  Rauch، R. (1 أغسطس 2003). "Die ZRG im web". Zeitschrift der Savigny-Stiftung für Rechtsgeschichte: Kanonistische Abteilung. ج. 89 ع. 1: 708. DOI:10.7767/zrgka.2003.89.1.708. ISSN:2304-4896. S2CID:201278705.
12. ↑  Giffard 1998، صفحة 195.
13. ↑  Jackson, Moses (2 يونيو 2005). "Respected journalist Fitzroy Nation dies". Jamaica Observer. مؤرشف من الأصل في 2015-06-15. اطلع عليه بتاريخ 2015-06-14.

- Boyd-Barrett, Oliver; Rantanen, Terhi (26 Oct 1998). "Defining News: Contestation and Construction: Introduction". In Boyd-Barrett, Oliver; Rantanen, Terhi (eds.). The Globalization of News (بالإنجليزية). SAGE. pp. 173–176. ISBN:9780857026156.
- Boyd-Barrett, Oliver; Thussu, Daya Kishan (1992). Contra-flow in Global News: International and Regional News Exchange Mechanisms (بالإنجليزية). J. Libbey. ISBN:9780861963447.
- Fenby, Jonathan (1986). The International News Services (بالإنجليزية). Schocken Books. ISBN:9780805239959.
- Giffard, Anthony (26 Oct 1998). "Alternative News Agencies". In Boyd-Barrett, Oliver; Rantanen, Terhi (eds.). The Globalization of News (بالإنجليزية). SAGE. pp. 191–201. ISBN:9780857026156.
- Rauch، Jennifer (2003). "Rooted in Nations, Blossoming in Globalization? A Cultural Perspective on the Content of a 'Northern' Mainstream and a 'Southern' Alternative News Agency". Journal of Communication Inquiry. London: Sage Publications. ج. 27 ع. 1: 87–103. DOI:10.1177/0196859902238642. S2CID:143515874.
- Salwen, Michael B.; Garrison, Bruce (5 Nov 2013). Latin American Journalism (بالإنجليزية). Routledge. ISBN:9781136691324.

## قراءة إضافية
- Palmer، Michael B. (2019). International News Agencies. Palgrave Macmillan, Cham. (excerpt)
- Joye، Stiyn (2009). "Raising an alternative voice: assessing the role and value of the global alternative news agency inter press service". Javnost-The Public. ج. 16 ع. 3: 5–20. DOI:10.1080/13183222.2009.11009006. S2CID:146268201. مؤرشف من الأصل في 2024-12-14.

## روابط خارجية
- الموقع الرسمي